# Knut Berger
Knut Berger (ur. 1975) – niemiecki aktor filmowy i telewizyjny. Znany jako odtwórca roli Axela Himmelmana, homoseksualnego wnuka narodowo socjalistycznego zbrodniarza wojennego, w dramacie Spacer po wodzie (2004).